# Cilavegna
Cilavegna là một đô thị ở tỉnh Pavia trong vùng Lombardia của Ý, có cự ly khoảng 35 km về phía tây nam của Milan và khoảng 35 km về phía tây bắc của Pavia. Tại thời điểm ngày 31 tháng 12 năm 2004, đô thị này có dân số 5.185 người và diện tích là 18,0 km².
Cilavegna giáp các đô thị sau: Albonese, Borgolavezzaro, Gravellona Lomellina, Parona, Tornaco, Vigevano.